# Скомаровский, Виталий Иванович
Вита́лий Ива́нович Скомаро́вский (укр. Віталій Іванович Скомаровський; род. 30 декабря 1963 год, Бердичев, УССР, СССР) — католический прелат, епископ Луцкий с 12 апреля 2014 года.

## Биография
Закончил Рижскую духовную семинарию. 27 мая 1990 года был рукоположен в священника, после чего был викарием в Бердичеве и настоятелем в Сумах. C 2000 по 2003 год был вице-ректором Духовной семинарии в Киевско-Житомирской епархии.
7 апреля 2003 года Римский папа Иоанн Павел II назначил Виталия Скомаровского титулярным епископом Бенценны и вспомогательным епископом Киевско-Житомирской епархии. 7 июня 2003 года состоялось рукоположение Виталия Скомаровского в епископа, которое совершил львовский архиепископ Мариан Яворский в сослужении с апостольским нунцием на Украине архиепископом Николой Этеровичем и киевско-житомирским епископом Яном Пурвинским.
12 апреля 2014 года Римский папа Франциск назначил Виталия Скомаровского епископом Луцка. 31 мая 2016 года назначен апостольским администратором киево-житомирского диоцеза после скоропостижной смерти епископа Петра Мальчука.